# Karibi álmosmadár
A karibi álmosmadár (Nyctibius jamaicensis) a madarak osztályának lappantyúalakúak (Caprimulgiformes) rendjébe és az álmosmadárfélék (Nyctibiidae) családjába tartozó faj.
Korábban a közönséges álmosmadár (Nyctibius griseus) alfajának tartották, de attól földrajzilag elkülönül, a két faj elterjedési területének találkozása Costa Ricában van. A közönséges álmosmadár csak innen délre fordul elő.

## Előfordulása
Mexikótól Costa Ricáig honos, előfordul Jamaica és Hispaniola szigetén is. Éjszakai életmódú, erdőben élő madarak.

## Alfajai
- Nyctibius jamaicensis jamaicensis (Gmelin, 1789) - Jamaica
- Nyctibius jamaicensis abbotti Richmond, 1917 - Hispaniola
- Nyctibius jamaicensis lambi J. Davis, 1959 - Mexikó nyugati része
- Nyctibius jamaicensis mexicanus Nelson, 1900 - Mexikó keleti és déli része, Guatemala, Belize, Salvador és Honduras
- Nyctibius jamaicensis costaricensis Ridgway, 1912- Nicaragua nyugati része és Costa Rica északnyugati része

## Megjelenése
Testhossza 38-46 centiméter. Vékony, lapos, horgos csőrük van. Alakja és színezete, egy letört ágra hasonlít.
|  |

## Életmódja
Éjszakai vadászok, a  fákon rejtőznek és ha meglátnak valamilyen repülő rovart, utánuk vetik magukat.

## Szaporodása
Fészekalja egyetlen tojásból áll, melyet csupasz ágüregbe, vagy ágvillába rak.

## Külső hivatkozás
- Képek az interneten a fajról
- Internet Bird Collection - videók a fajról
- Xeno-canto.org - a faj hangja